# السلاح العاري 33⅓: الإهانة الأخيرة
السلاح العاري 33⅓: الإهانة الأخيرة (بالإنجليزية: Naked Gun 33⅓: The Final Insult)‏ هو فيلم كوميدي أمريكي من إخراج بيتر سيجال وبطولة ليسلي نيلسن، بريسيلا بريسلي، جورج كينيدي، أو جيه سيمبسون وفرد وارد، صدر الفيلم في 18 مارس 1994.

## روابط خارجية
- السلاح العاري 33⅓: الإهانة الأخيرة على موقع IMDb (الإنجليزية)
- السلاح العاري 33⅓: الإهانة الأخيرة على موقع ميتاكريتيك (الإنجليزية)
- السلاح العاري 33⅓: الإهانة الأخيرة على موقع روتن توميتوز (الإنجليزية)
- السلاح العاري 33⅓: الإهانة الأخيرة على موقع نتفليكس (الإنجليزية)
- السلاح العاري 33⅓: الإهانة الأخيرة على موقع قاعدة بيانات الأفلام العربية
- السلاح العاري 33⅓: الإهانة الأخيرة على موقع ألو سيني (الفرنسية)
- السلاح العاري 33⅓: الإهانة الأخيرة على موقع Turner Classic Movies (الإنجليزية)
- السلاح العاري 33⅓: الإهانة الأخيرة على موقع أول موفي (الإنجليزية)
- السلاح العاري 33⅓: الإهانة الأخيرة على موقع بوكس أوفيس موجو (الإنجليزية)
- السلاح العاري 33⅓: الإهانة الأخيرة على موقع فيلمافينيتي (الإسبانية)

لم يتم العثور على روابط لمواقع التواصل الاجتماعي.